# Brescia (stad)
Brescia is een stad in Noord-Italië ten westen van het Gardameer. Het is de hoofdstad van de gelijknamige provincie en de tweede stad van Lombardije, na Milaan. Ze telt meer dan 196.500 inwoners. Stad en omgeving behoren tot de belangrijkste industriegebieden van Italië. Brescia heeft onder andere een farmaceutische industrie, chemische, textiel- en metaalnijverheid. De stad is de hoofdstad van de provincie Brescia, een van de grootste in Italië met 1,2 miljoen inwoners.

## Geschiedenis

### Oudheid
Brescia is de voortzetting van het antieke Brixia.

### Middeleeuwen
In de 5e eeuw stortte het West-Romeinse Rijk ineen en vielen verschillende volken het gebied binnen die er koninkrijken stichtten. In 774 werd het gebied veroverd door de Franken. In 843 kwam de stad in Midden-Francië te liggen. Dit rijk werd twaalf jaar later gesplitst en Lodewijk II van Italië werd koning van Italië en keizer. In 879 werd Karel III de Dikke koning van Italië. Drie jaar later, in 882, werd hij ook koning en keizer van Oost-Francië (en ook West-Francië in 884). Vanaf 888 begon een periode van grote instabiliteit in Italië, tot keizer Otto I het land binnenviel, tot koning van Italië werd gekroond en de orde herstelde. De reële macht van de koning van Italië en van de Oost-Frankische keizer zou in de volgende eeuwen echter verschrompelen.
Brescia ontwikkelde zich in de vroege middeleeuwen tot een zelfstandige stadstaat, net zoals vele andere steden in Noord-Italië.
Lotharius III, de laatste "koning van Italië" (1125-1137), was ook Duits keizer (1133-1137), maar ondertussen lag de macht in Noord-Italië duidelijk bij de stadstaten. De Heilige Roomse keizers bleven zich echter bemoeien met de Italiaanse zaken. Dit eindigde in 1176, toen de eerste Lombardische Liga - waarin Brescia zich met andere Noord-Italiaanse steden had verenigd - de Heilige Roomse keizer Frederik I Barbarossa overwon in de Slag bij Legnano. Zo konden de Noord-Italiaanse steden zich definitief loswrikken van het Heilige Roomse Rijk.
Uiteindelijk kwam Brescia in de late middeleeuwen, meer bepaald in 1439, in handen van Venetië.

### Moderne tijd
Op 18 augustus 1769 sloeg de bliksem in op het bastion San Nazaro, waar het Venetiaanse leger honderd ton buskruit bewaarde. De daarop volgende explosie legde een zesde van Brescia plat en doodde duizenden mensen. De ramp had internationale weerklank en leidde tot vruchtbaar onderzoek naar bliksemafleiding door Henry Cavendish, Benjamin Franklin en anderen.
Brescia werd veroverd door Napoleon. Nadat hij in 1815 was verslagen, werd Brescia toegevoegd aan de Oostenrijkse marionettenstaat Lombardije-Venetië met de Oostenrijkse keizer als staatshoofd (koning). In februari 1849 kwam de stad in opstand tegen de Oostenrijkers, waaraan ze haar eretitel La Leonessa d' Italia (= De Leeuwin van Italië) dankt. In 1859 stemden de burgers van Brescia met een overweldigende meerderheid voor de opname van Brescia in het nieuw gestichte Koninkrijk Italië.

## Monumenten

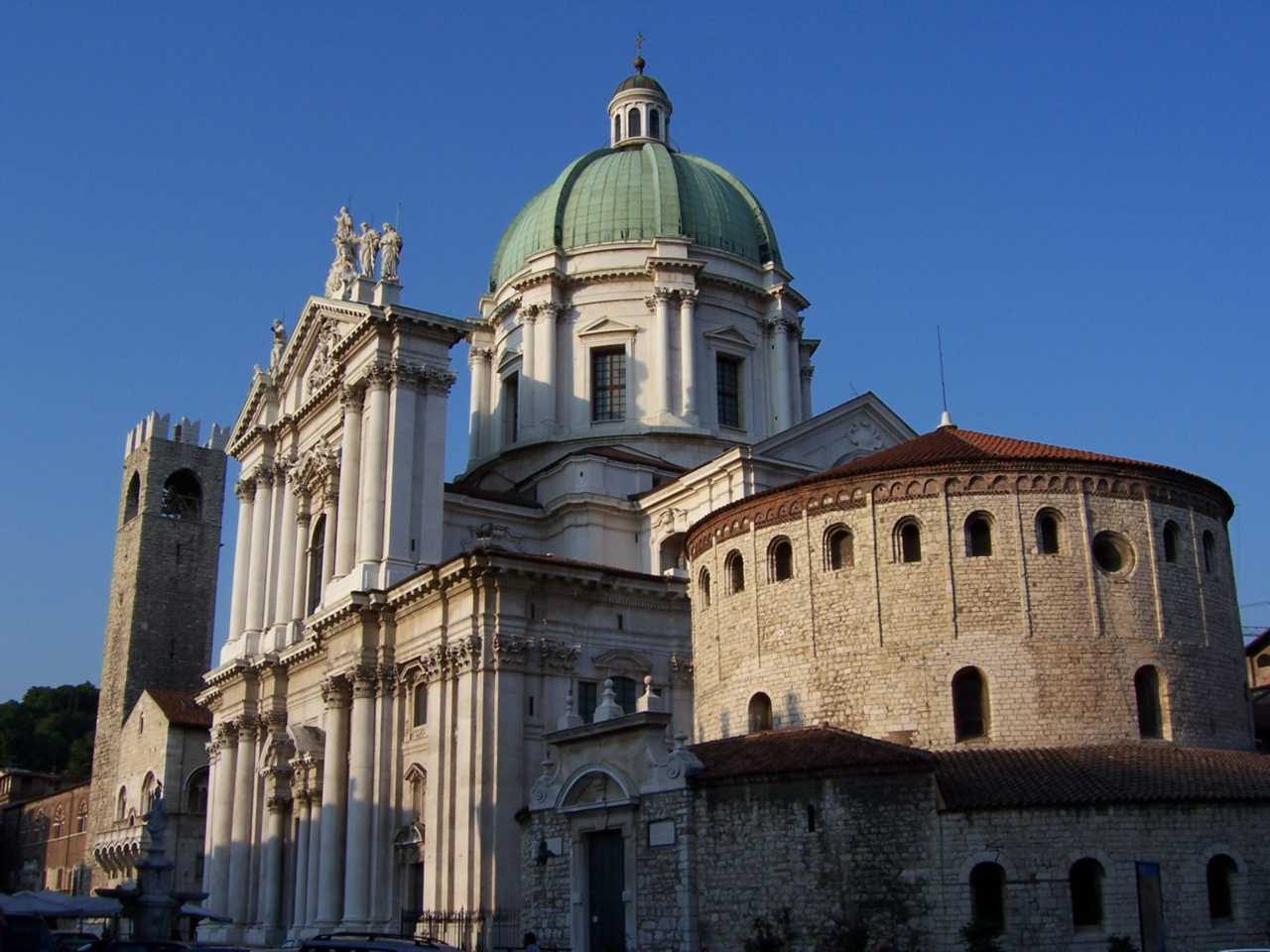
Nieuwe en Oude Dom

De stad herbergt een aantal belangrijke renaissancegebouwen: de Nieuwe Dom (Duomo Nuovo) uit 1604, die in de 19e eeuw een van de hoogste koepels van Italië kreeg, en het stadhuis. Oudere monumenten zijn de Oude Dom (Duomo Vecchio, of Rotonda), die in de 12e eeuw gereedkwam, en het 13e-eeuwse stadspaleis Broletto. Uit het Romeinse verleden zijn de ruïnes van een tempel (73/74 na Christus) overgebleven.
De Chiesa del Santissimo Corpo di Cristo, ook wel de "Sixtijnse kapel van Brescia" genoemd vanwege de fresco's en plafondschilderingen door Fra Benedetto di Marone.
Het monumentale gebied rondom het oude Romeinse forum en het complex van het klooster van Santa Giulia met de kerk van San Salvatore zijn opgenomen in de Werelderfgoedlijst van UNESCO en maken deel uit van de groep genaamd "Longobarden in Italië. Plaatsen van macht (568-774 na Christus)".
De Torrione INA, ook bekend als Torrione of Grattacielo, gebouwd tussen 1930 en 1932, is de oudste wolkenkrabber van Italië en ook een van de eerste wolkenkrabbers in Europa. De Torrione werd ontworpen door de Italiaanse architect Marcello Piacentini Istituto Nazionale Assicurazioni ("Nationaal Verzekeringsinstituut"). Toen de toren op 1 november 1932 door Benito Mussolini werd geopend was het de hoogste betonnen wolkenkrabber in Europa. De bouwstijl van dit gebouw is overwegend Art Deco, met invloeden van de Chicago School.

## Sport
Brescia Calcio is de professionele voetbalploeg van Brescia en zij speelt in het Stadio Mario Rigamonti. Brescia Calcio is meermaals actief geweest op het hoogste Italiaanse niveau, de Serie A, en opnieuw in het seizoen 2019-2020 nadat ze kampioen waren geworden in de Serie B.

## Geboren in Brescia
- Rothari (ca. 606-652), koning van de Longobarden
- Rodoald (?-653), koning van de Longobarden
- Petronax (670-747), tweede stichter van de abdij van Montecassino
- Desiderius (?-786), laatste koning der Longobarden
- Arnold van Brescia (ca. 1090-1155), geleerde en religieus man
- Niccolò Tartaglia (ca. 1500-1557), wiskundige
- Paris Francesco Alghisi (1666-1733), componist
- Antonio Bazzini (1818-1897), componist en violist
- Giuseppe Zanardelli (1826-1903), jurist, nationalist en politicus
- Scipio Sighele (1868-1913), criminoloog
- Gianfranco Comotti (1906-1963), Formule 1-coureur
- Guido Carli (1914-1993), bestuurder, bankier en politicus
- Arturo Benedetti Michelangeli (1920-1995), pianist
- Domenico Lo Vasco (1928-2020), advocaat en burgemeester van Palermo
- Renato Boncioni (1941), wielrenner
- Giacomo Agostini (1942), motorcoureur
- Mario Anni (1943), wielrenner
- Fausto Bertoglio (1949), wielrenner
- Marco Luzzago (1950-2022), edelman; luitenant-grootmeester van de Orde van Malta
- Claudio Langes (1960), Formule 1-coureur
- Fabrizio Bontempi (1966), wielrenner
- Mario Chiesa (1966), wielrenner
- Giorgio Lamberti (1969), zwemmer
- Alessandro Zampedri (1969), autocoureur
- Walter Castignola (1970), wielrenner
- Gianluigi Scalvini (1971), motorcoureur
- Marco Velo (1974), wielrenner
- Marco Cassetti (1977), voetballer
- Aimo Diana (1978), voetballer
- Roberto De Zerbi (1979), voetballer en voetbaltrainer
- Daniele Bonera (1981), voetballer
- Daniela Merighetti (1981), alpineskiester
- Federico Agliardi (1983), voetballer
- Daniele Bonfanti (1984), volleybalspeler
- Marco Belotti (1988), zwemmer
- Nicola Ruffoni (1990), wielrenner
- Daniele Baselli (1992), voetballer
- Alberto Cerqui (1992),  autocoureur
- Iuri Filosi (1992), wielrenner
- Alberto Grassi (1995), voetballer
- Walter Calzoni (2001), wielrenner
- Gabriele Raccagni (2003), wielrenner
- Davide Donati (2005), wielrenner